# Belgien i olympiska vinterspelen 1932
Belgien deltog med 5 deltagare vid de olympiska vinterspelen 1932 i Lake Placid. Ingen av landets deltagare erövrade någon medalj.